# 脂肪組織
脂肪組織（しぼうそしき）は、脂肪細胞で構成された疎性結合組織の解剖学的用語である。主な役割は脂肪としてエネルギーを蓄えることであるが、外界からの物理的衝撃を吸収することで重要な器官を保護したり、外界の温度変化から断熱して体温を保ったりする機能も持つ。近年はホルモンを作り出す重要な内分泌器官としても注目されており、TNF-αやレプチン、最近発見されたレジスチンやアディポネクチンなどの産生に関与する。

## 解剖学的特徴
脂肪組織は、主に皮膚の下に位置するが、内臓の周囲でもみられる。皮下では、熱と寒さからの断熱材となり、皮下層の最深部に蓄積する。内臓の周りでは、それは保護的な詰め物となる。また、それは栄養の蓄えとしても機能する。
極度の肥満体の人の腹から垂れ下がる余分な脂肪組織は、パンヌスと呼ばれる。パンヌスは病的な肥満患者の手術を困難にさせる。極度の肥満に適応される胃バイパス手術後などのような状況下において、急激に多くの脂肪を落とした場合、「皮膚のエプロン」として残る可能性がある。

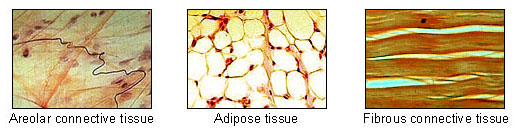
中央の図が脂肪組織、他の結合組織とは形態が異なる。

脂肪組織は、結合組織というよりむしろ「細胞内マトリックス」のような形態である。脂肪細胞が層を為した小葉構造を微小血管が包む形をとり組織構造が区分されている。

## 生理学
遊離脂肪酸は、リポ蛋白質リパーゼ(LPL)によってリポ蛋白質から「放出され」て、脂肪細胞に入る。そこで、それは、グリセロールとともにエステル化されることによって、トリグリセリドへと再構成される。
脂肪細胞には、トリグリセリド維持における重要な生理的役割とインスリン耐性と遊離脂肪酸水準を決定する役割がある。腹部の脂肪（内臓脂肪）では、代謝を抑制するという代謝、すなわちインスリン耐性を皮下脂肪に比して強く誘導する傾向が、近年の内分泌機能の検討により明らかとなりつつある。これは、内臓肥満が耐糖能障害のマーカーであり、心血管疾患の独立した危険因子（糖尿病と高血圧をはじめとして、引き起こされる疾患をメタボリックシンドロームと呼ぶ）であることを示唆する。
脂肪組織により分泌されるホルモンを総称してアディポサイトカインと呼び、以下のものがある
- アディポネクチン
- レジスチン
- アンギオテンシン
- PAI-1(血液凝固参照)
- TNF-α
- IL-6
- レプチン
- VEGF
- bFGF

ヒトの幼児やいくつかの動物には、褐色脂肪または褐色脂肪組織と呼ばれる特異化した形の脂肪組織があり、主に首の周りと胸郭の大きな血管に位置する。この特異化した組織はミトコンドリアにおける酸化的リン酸化の呼吸鎖を途中で「離す」、具体的にはミトコンドリアの内膜の両側に生じた水素イオン濃度勾配をATP生産に使わずに脱共役剤の作用を示す脱共役タンパク（UCP）を通すだけで解消することで、脂肪酸を分解し、発熱することができる。この熱発生の過程は、寒さにさらされても、体を暖める為に震えたり、自らを暖かく保つための他の方法をとる事ができない新生児では重大であるだろう。
この過程を薬理学的に刺激する試みは、今までのところ、失敗しているが将来の減量療法の目標であるだろう。

## 脂肪酸組成

### 皮下脂肪
米国人閉経女性の皮下脂肪組織の脂肪酸組成はおよそ以下のとおりとされる。
| 項目                              | 分量（g） |
| --------------------------------- | --------- |
| 脂肪                              | 100       |
| 飽和脂肪酸                        | 24.43     |
| 16:0（パルミチン酸）              | 19.06     |
| 18:0（ステアリン酸）              | 2.87      |
| 一価不飽和脂肪酸                  | 54.49     |
| cis-18:1 (n-9) （オレイン酸）     | 41.52     |
| 多価不飽和脂肪酸                  | 21.08     |
| cis-cis-18:2 (n-6) （リノール酸） | 17.23     |
| 18:3 (n-3) （α-リノレン酸）       | 0.77      |

## 文化的社会的役割
以前や他の社会では、脂肪が美しく微笑ましいと考えられた。現代の規格によって肥満体であると考えられる人物の、レンブラントと特にピーテル・パウル・ルーベンスによる絵の描写からこれを推論することができる。後者は女性についての積極的(時に滑稽)な言及として注目に値する量の体脂肪によりルーベンスの法則(rubenesque)という用語を生んだ。アラブ、西アフリカ、北極圏原住民と多くのラテンアメリカの文化では、多くの男性が頑健または「栄養の十分な」女性をより好む。先進国、東アジア、および多くの東アフリカの文化の男性の大部分が細い女性を好む。歴史的にみると、中国の南北朝時代、遊牧民が政権を握った北朝では豊満な女性が、古くからの漢民族が政権を握った南朝では細身の女性が好ましいとされた。

## 問題
現代の世界では、人間の余分な脂肪組織が「美意識」と「医学上」の問題であると言われている。また、場合によっては成熟した脂肪組織が腫瘤を形成することもあるが、この原因については今のところよく判っていない。